# Festiwal Filmowy w Cannes
Festiwal Filmowy w Cannes − międzynarodowy festiwal filmowy, który odbywa się od 1946 roku w położonym na francuskim Lazurowym Wybrzeżu mieście Cannes. Festiwal odbywa się co roku (z pewnymi wyjątkami) i gromadzi wiele osób związanych z przemysłem filmowym.
Podczas canneńskiego festiwalu przyznawana jest nagroda Złota Palma (Palme d'Or) dla najlepszego filmu. Najczęściej nagrodę tę zdobywali twórcy amerykańscy, włoscy, francuscy oraz brytyjscy. Jedynymi polskimi filmami, które otrzymały Złotą Palmę, są Człowiek z żelaza Andrzeja Wajdy oraz Pianista Romana Polańskiego (film polsko-francuski).
Ponadto przyznawane są następujące nagrody:
- filmy pełnometrażowe
  - Grand Prix
  - Prix de la mise en scène (za reżyserię)
  - Prix du Jury (nagroda jury)
  - Prix du scénario (za scenariusz)
  - Prix d'interprétation féminine du Festival de Cannes (za rolę kobiecą)
  - Prix d'interprétation masculine du Festival de Cannes (za rolę męską)
- filmy krótkometrażowe
  - Palme d'Or du Festival de Cannes − court métrage
  - Prix du Jury − court métrage (nagroda jury)

Oprócz wyżej wymienionych nagród przyznawana jest również między innymi Złota Kamera (oryg. Caméra d'Or) dla najlepszego kinowego debiutu reżyserskiego, nagroda Cinéfondation za najlepszy film studencki, nagroda za najlepszą ścieżkę dźwiękową, nagroda Un Certain Regard dla filmów wyróżniających się oryginalnym stylem oraz Palm Dog za najlepszy psi występ.